# Kjeld
Kjeld (Ketillus), Exsuperius  (ur. ?, zm. 27 września 1150) – święty katolicki, prepozyt.
Kjeld był przełożonym szkoły przykatedralnej w Viborgu, a następnie wybrano go na stanowisko przewodniczącego kapituły katedralnej. Po przerwie, trwającej od 1148-1149 roku, przywrócił go w piastowania stanowiska papież Eugeniusz III.
Zapamiętany został z łagodności i dobroci.
Kanonizowany został 11 lipca 1189, a relikwie świętego złożono katedrze w Viborgu.
Jego wspomnienie obchodzone jest 11 lipca.